# Acroscyphella nitidissima
Acroscyphella nitidissima là một loài rêu trong họ Balantiopsaceae. Loài này được R.M. Schust. N. Kitag. & Grolle mô tả khoa học đầu tiên năm 1985.